# Zuo Tianyou
Zuo Tianyou (chinesisch 左天佑, Pinyin Zuǒ Tiānyòu; * 7. Juli 1995) ist ein  chinesischer Eishockeyspieler, der seit 2024 bei den Beijing Lions in der IJ League unter Vertrag steht, für den Klub aber auch in der chinesischen Eishockeyliga zum Einsatz kommt.

## Karriere
Zuo Tianyou begann seine Karriere als Eishockeyspieler bei Beijing Ice Hockey, wo er bereits als 15-Jähriger in der chinesischen Eishockeyliga debütierte. Nach zwei Jahren wechselte er 2014 zur Mannschaft aus Chengde. Von 2016 bis 2018 spielte er in den Vereinigten Staaten für die Hampton Roads Whalers in der United States Premier Hockey League, die er mit seiner Mannschaft 2018 gewinnen konnte. Anschließend wurde er von KRS-ORG Peking, dem 2017 als KRS Heilongjiang gegründeten Farmteam von Kunlun Red Star, aus der multinationalen Wysschaja Hockey-Liga verpflichtet. Seit 2024 steht er bei den Beijing Lions in der IJ League unter Vertrag, kommt aber auch in der chinesische Liga zum Einsatz.

### International
Für China nahm Zuo Tianyou im Juniorenbereich an den U18-Weltmeisterschaften 2013, als er Torschützenkönig des Turniers wurde und damit entscheidend zum Aufstieg seiner Mannschaft beitrug, in der Division III und 2014 in der Division II sowie den U20-Weltmeisterschaften der Division II 2014 und der Division III 2015, als er bester Vorlagengeber und nach seinen Landsleuten Liu Qing und Li Hang drittbester Scorer des Turniers wurde. Zudem vertrat er seine Farben bei der Winter-Universiade 2015 im spanischen Granada.
Für die Herren-Nationalmannschaft debütierte der Angreifer bei der Weltmeisterschaft der Division II 2018, als er beim 5:2-Erfolg gegen Belgien den 1:0-Führungstreffer erzielte. 2024 spielte er erstmals in der Division I. Zudem nahm er auch an der Eishockey-Asienmeisterschaft der Herren 2024, an den Winter-Asienspielen 2025 und der Qualifikation für die Olympischen Winterspiele in Mailand 2026 teil.

## Erfolge und Auszeichnungen
- 2013 Aufstieg in die Division II, Gruppe B, bei der U18-Weltmeisterschaft der Division III, Gruppe A
- 2013 Torschützenkönig bei der U18-Weltmeisterschaft der Division III, Gruppe A
- 2015 Aufstieg in die Division II, Gruppe B, bei der U20-Weltmeisterschaft der Division III
- 2015 Meiste Torvorlagen bei der U20-Weltmeisterschaft der Division III
- 2018 Gewinn der United States Premier Hockey League mit den Hampton Roads Whalers